# 大名証人制度
大名証人制度（だいみょうしょうにんせいど）は、江戸幕府が大名およびその重臣から人質をとって江戸に住まわせた制度。
江戸幕府は政権の安定のため、大名とその重臣から人質をとっていた。大名の妻子は江戸に在住することを義務づけられ、家老クラスの重臣については、彼らの身内から交替で証人（人質）を提出させて江戸においた。大名本人のみならず家臣からも人質を取る必要があったのは、下克上の風潮が残る世で大名の妻子のみを人質としたのでは、その大名家で下克上が発生すると人質の価値が無くなってしまうためである。
寛文5年（1665年）、保科正之の提言により、大名の家臣については証人制度が廃止された。保科正之の時代には幕藩体制が安定して、各大名家で下克上が起きる可能性が皆無になったためとされる。証人制度の廃止は幕府が武断政治から文治政治に転換する過程の一つとされる。
また、当主の交替などの特殊の事情があるときには大名の妻子が一時的に帰国を許されたなどの例外もあり、また夫を喪って後家となった妻には帰国が容認されているケースも見られる（多くの大名が領国に形式的でも「奥向」を存続させているのが、大名の妻子が領国に戻る可能性があることを前提にしていると考えられている）。
文久2年（1862年）の文久の改革で、参勤交代とともに証人制度が緩和され、大名の妻子も帰国が認められるようになった。これは幕府の大名支配力が決定的に低下したことを意味し、国外からは革命とも捉えられた。